# Pruchnik
Pruchnik ist eine polnische Stadt mit über 3700 Einwohnern. Sie gehört dem Landkreis Jarosławski in der Woiwodschaft Karpatenvorland an. Pruchnik ist vor allem für die zahlreichen sehenswerten Holzhäuser mit Bogengängen aus dem 19. Jahrhundert bekannt.

## Geographische Lage

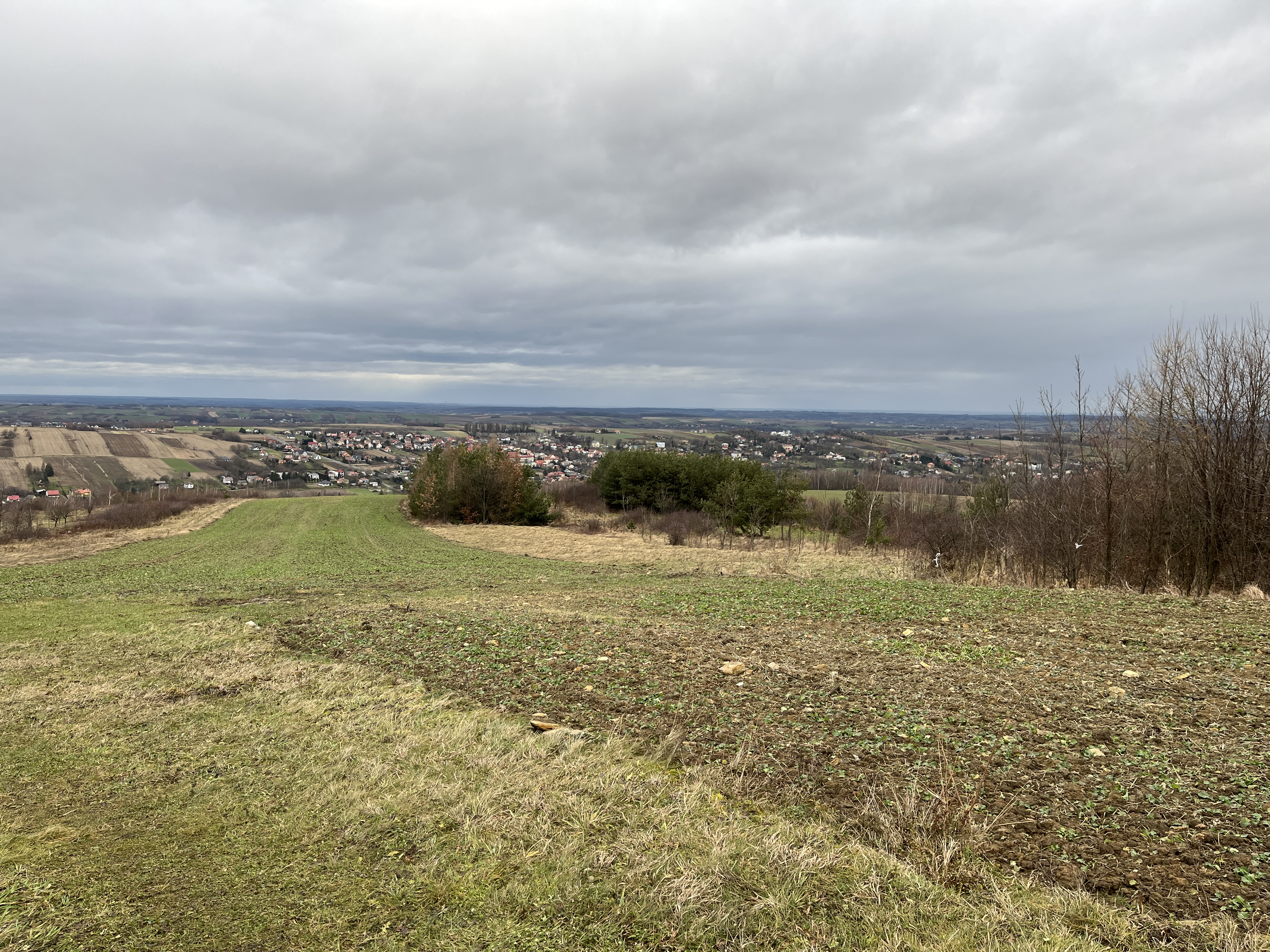
Pruchnik von einem Hügel des Dynów-Gebirges aus betrachtet

Als Zentrum der Stadt-und-Land-Gemeinde Gemeinde Pruchnik liegt Pruchnik am südlichen Rand des Landkreises Jarosławski, 19 Kilometer südwestlich der Kreisstadt Jarosław und 45 Kilometer östlich von Rzeszów.
Pruchnik liegt am Fluss Mleczka, etwa 60 Kilometer von der Ostgrenze Polens entfernt, die Grenze zur Ukraine. 120 Kilometer sind es bis zur Südgrenze, die Grenze zur Slowakei.
Das Umland charakterisiert sich durch typisch landwirtschaftliche Gebiete, eine hügelige Landschaft, welche leicht bewaldet ist. Etwas erhöht zum Stadtzentrum befindet sich ein von Süden aus sichtbarer Hügel des Dynów-Gebirges.
Pruchnik lässt sich informell unterteilen in die Stadt Pruchnik Dolny und Pruchnik Górny (früher Vorstädte, eigentlich Dörfer).

## Bevölkerungsentwicklung
Die Einwohnerzahl verläuft seit Jahren konstant in einem Korridor zwischen 3741–3829 mit dem Höchstwert im Jahr 2015.

## Geschichte

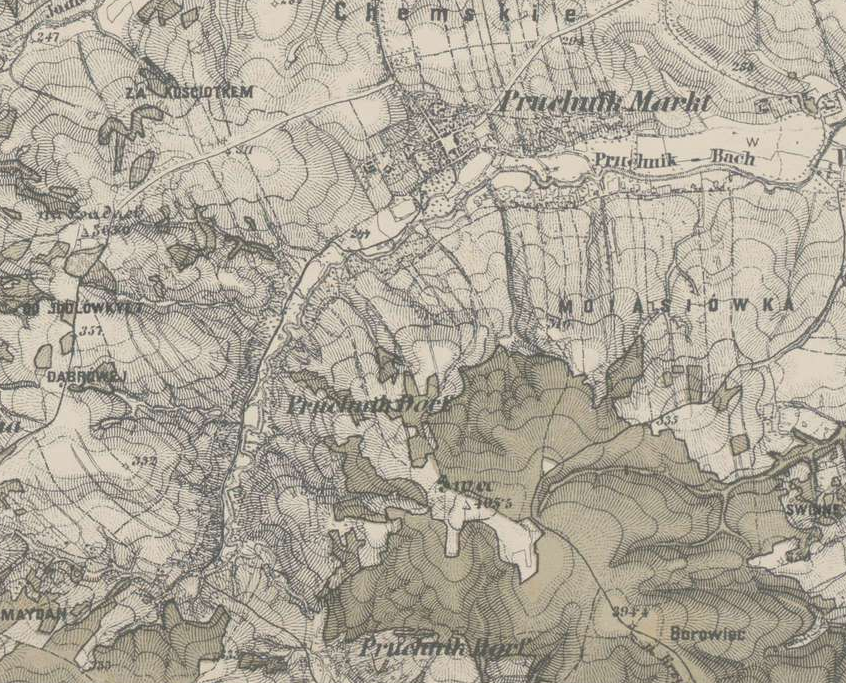
Pruchnik-Markt und Pruchnik-Dorf der Franzisco-Josephinischen Landesaufnahme um 1870

Pruchnik (lateinisch von Prochnicensis) ist vom Appellativ próchno (ukrainisch porochno, deutsch morsches Holz, Mulm) mit dem Suffix -ik abgeleitet. Die plurale Form aus 1421 signalisierte schon mehrere, rechtlich separate Siedlungen, in der Vergangenheit als Pruchnik-Miasto (Stadt), Pruchnik-Wieś (Dorf), Próchnik Dolny (Nieder-Pruchnik), Próchnik Górny (Ober-Pruchnik) oder suburbio (Vorstadt, eigentlich zwei Vorstädte bzw. Dörfer) bezeichnet.
Die Siedlung bestand wahrscheinlich in der Mitte des 14. Jahrhunderts, möglicherweise schon früher in der Zeit des Fürstentums Galizien (Burgruine auf einem Hügel im Süden). Die ersten Erwähnungen tauchten in den Jahren 1397 (Abschrift aus 1555) als Prochnyk und Prochnyky (1421) auf. Die genaue Zeit der Ursprünge vor dem 15. Jahrhundert ist unbekannt. Pruchnik erscheint als Ortsname in Urkunden von 1337-1399 als Prochnig oder Prochnik. 1397 wurde der örtliche römisch-katholische Pfarrer Bernhard erwähnt.
Der Gründer der Stadt war Kostko Słoneczkowic (auch Słoneczkowicz geschrieben) des Korczak-Wappens. 1436 verlegten seine Söhne den Familiensitz von Rozbórz nach Pruchnik und nahmen den Nachnamen Pruchniccy und das Wappen „Korczak“ als Wahrzeichen der Stadt an.
Nach Kurt Lück war die Stadt damals überwiegend von deutschen Stadtbürgern bewohnt. Später wurde die Stadt zu einem polnischsprachigen Schtetl.
1772, bei der Ersten Teilung Polens, kam die Stadt zu Österreich. Im Rahmen dessen änderten sich die Handelswege, wodurch die Stadt zu einem Zentrum von lokaler Bedeutung wurde.
Durch eine Verwaltungsreform und die Bildung von Kollektivgemeinden am 1. August 1934 verlor Pruchnik seine Stadtrechte, die es erst am 1. Januar 2011 zurückerlangte.

## Infrastruktur

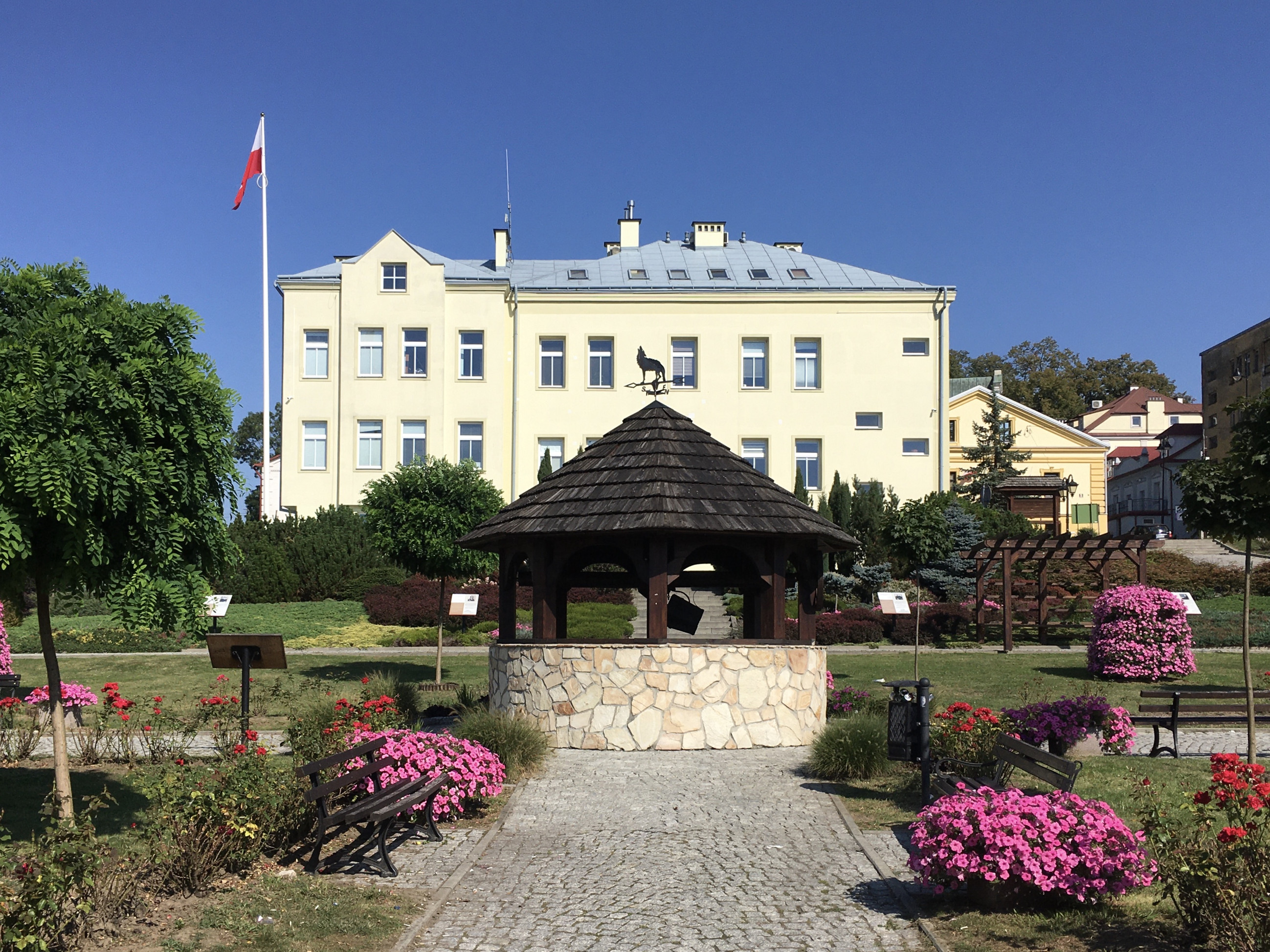
Das Rathaus, im Vordergrund der Marktplatz

Als Sitz der Gemeindeverwaltung ist die Stadt Pruchnik von regionaler Bedeutung und ist mit ihrer zentralen Lage ein regionaler Verkehrsknotenpunkt.
Durch die Stadt führt die Woiwodschaftsstraße 881, die von Łańcut nach Żurawica und weiter nach Przemyśl führt. Die 880 führt von Pruchnik nach Jarosław. Als wesentlicher Teil des ÖPNV verbindet ein von der PKS Jarosław S.A. angebotener Linienbus Pruchnik und Jarosław. Unweit gelegen ist die A4 mit Anschluss bei Jarosław.
Die Stadt verfügt über eine vollständige Infrastruktur aus Gas, Wasserversorgung, Kanalisation und Kläranlage.
Pruchniks „Freiwillige Feuerwehr Nr. 1“ hat seit 1963 ihre Feuerwache unweit des Marktplatzes. Die Einheiten der „Freiwillige Feuerwehr Nr. 2“ und „Freiwillige Feuerwehr Nr. 3“ befinden sich östlich und südlich des Stadtkerns.

## Architektur

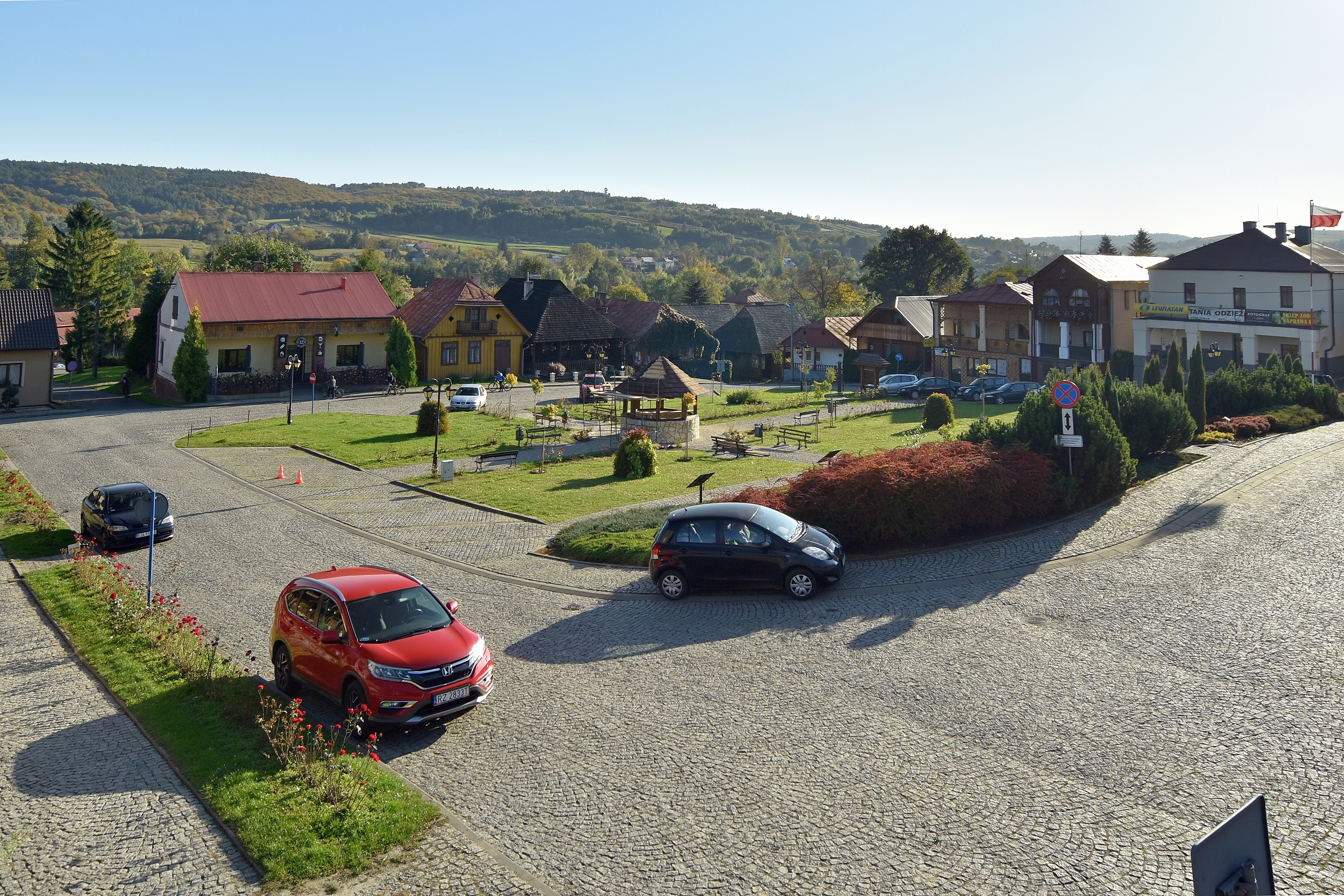
Der Marktplatz aus Richtung Woiwodschaftsstraße
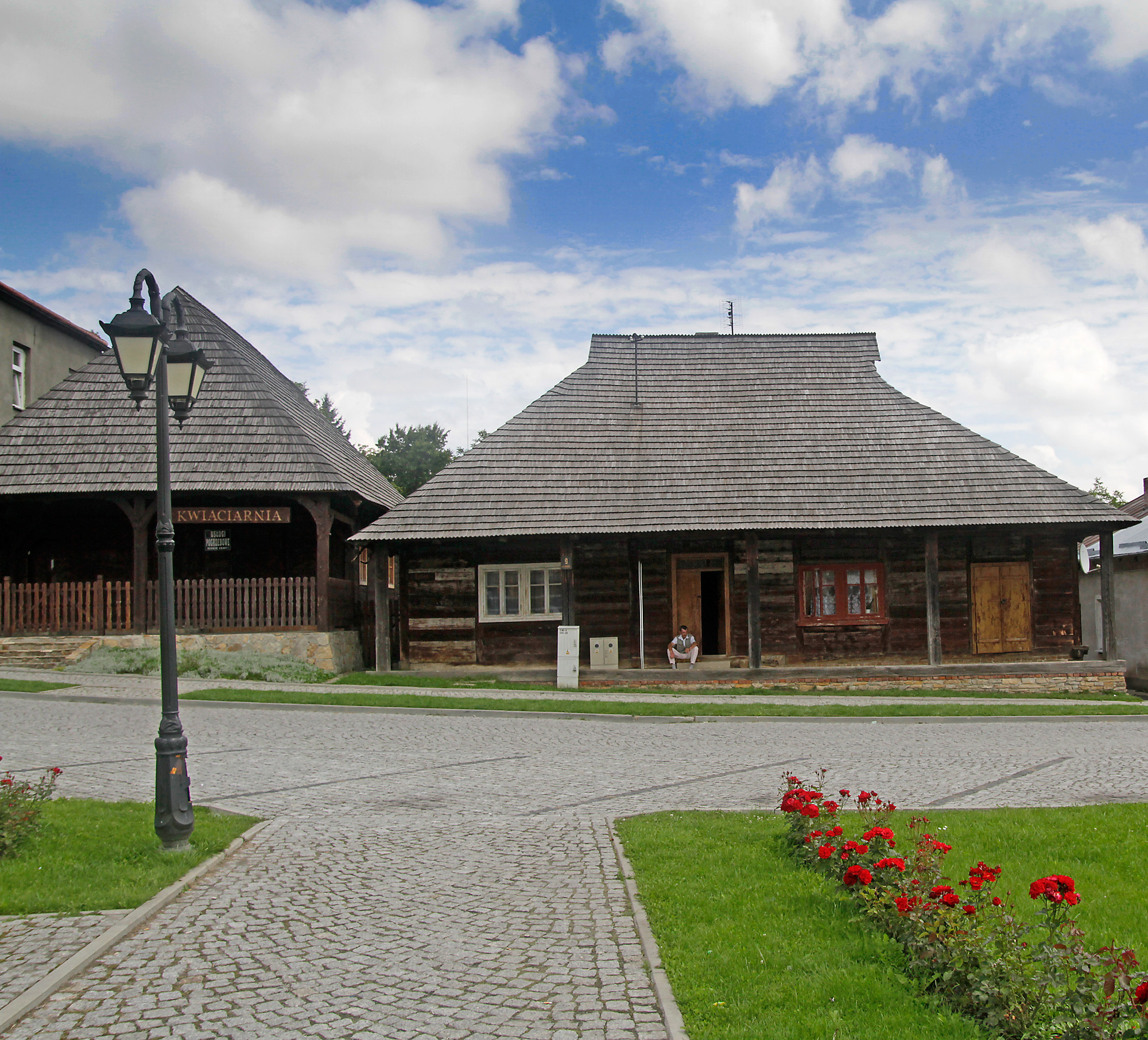
Historische Holzarchitektur am Marktplatz

Das Zentrum hat seine mittelalterliche, aus dem 19. Jahrhundert stammende Stadtstruktur erhalten. Sie ist geprägt von einer räumlichen Anordnung mit einem Marktplatz (mit gastronomischem Angebot) mit mehreren davon ausgehenden Gassen.
Von den stark vernarbten, kleinstädtischen Holzbauten sind etwa 40 Gebäude, die meisten mit charakteristischen Arkaden, die einst Wohnhaus, Handwerkswerkstatt und Handelsplatz waren, erhalten. Einige von ihnen wurden erneuert. Die ältesten stammen aus dem 18. Jahrhundert.

## Bildung
Mit der Szkoła Podstawowa Nr 1 im. Komisji Edukacji Narodowej w Pruchniku befindet sich eine  Grundschule in Pruchnik. Die 1964 gegründete „Grundschule Nr. 1“ erhielt am 13. Oktober 1974 den Ehrennamen der Nationalen Bildungskommission. In Polen wird der Kommission für nationale Bildung mit einem Feiertag am 14. Oktober gedacht. Die Schule verfügt über ein Schulmuseum und zu Ehren des verstorbenen Polizisten Marek Papała ein Gedenkraum.

## Kultur

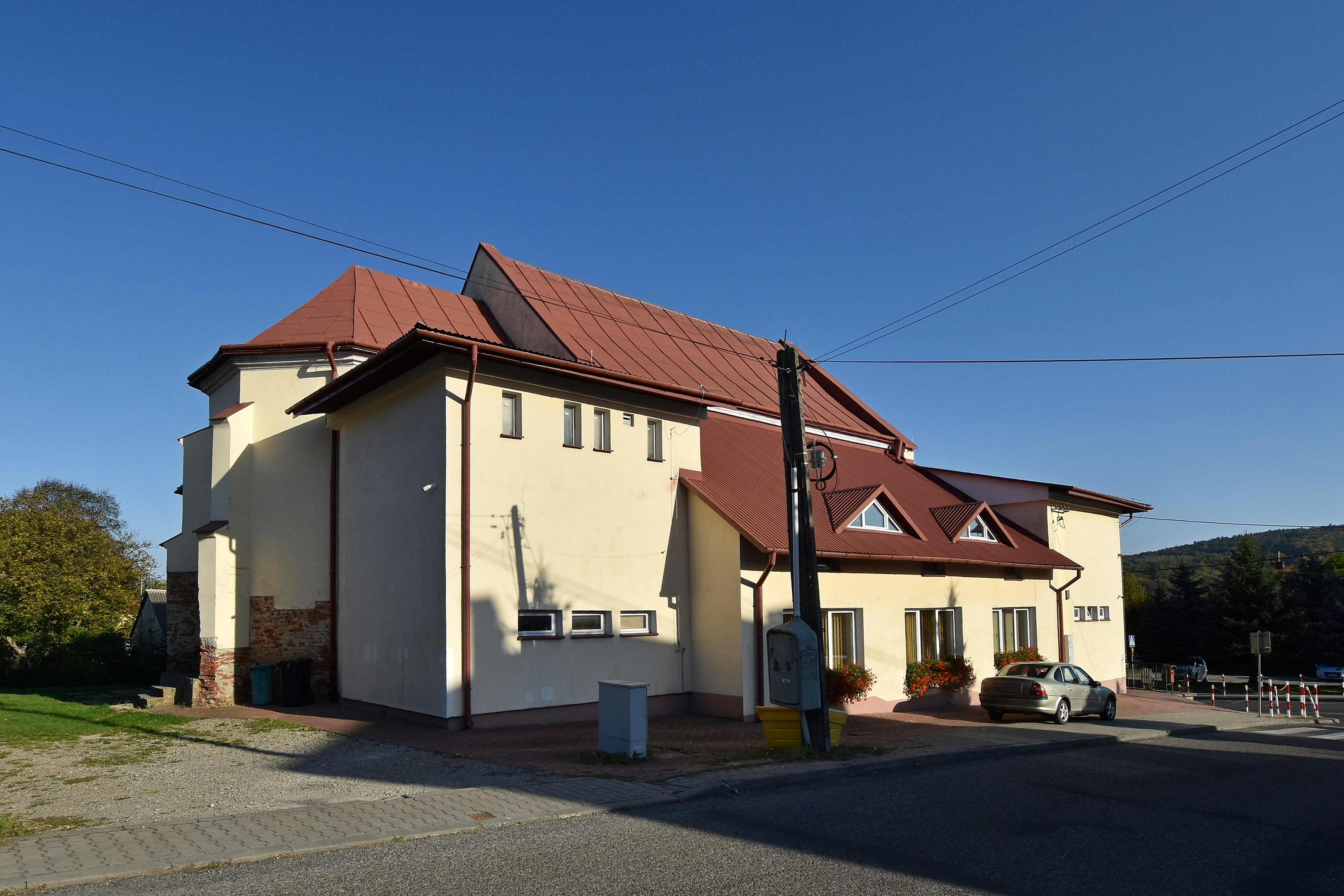
Kulturzentrum in Pruchnik
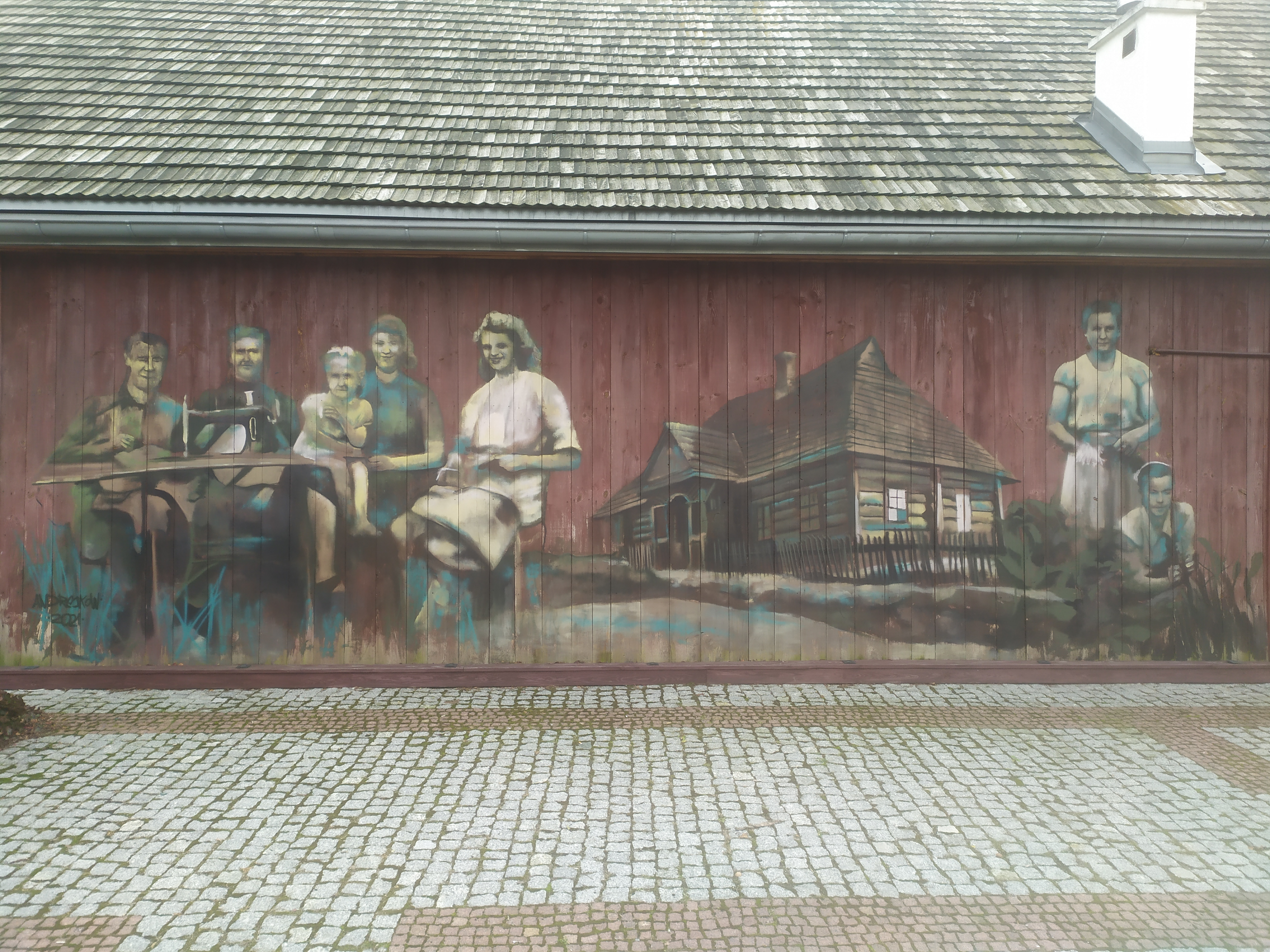
„Cichy Memorial“, von Arkadiusz Andrejkow
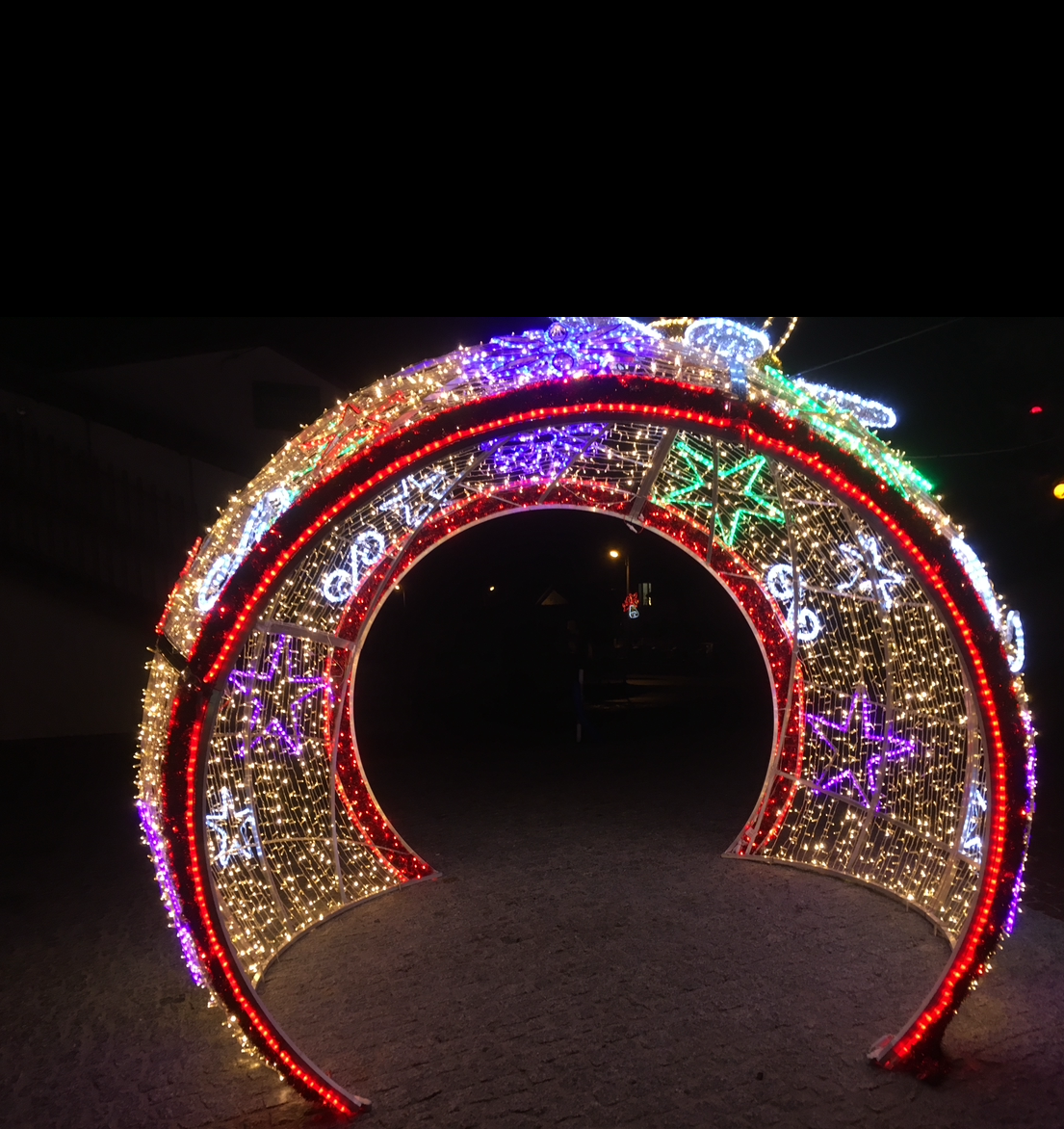
Röhre: Winterliche Dekoration in Pruchnik

Das Sportkulturzentrum und Tourismus besteht aus dem Kulturzentrum und der öffentlichen Bibliothek sowie einer Veranstaltungshalle mit Bühne. Es bietet Gesang- und Musikkurse sowie Bibliotheks-Workshops an.
Donnerstags findet der wöchentliche Markt statt. Jährlich stattfindende Festakte mit Bühnen- und Rahmenprogramm sind die „Dni Pruchnika“ sowie die „Pruchnickie Sochaczki“.
Wichtige Zeremonien wie Feiertage und Festakte werden durch die traditionelle Ehrengarde der Stadt, den „Honorowa straz bozego grobu“ oder kurz „Grobowcy“ begleitet.
Das Projekt „Cichy Memorial“ wurde vom Künstler Arkadiusz Andrejkow geschaffen. Anhand alter Fotografien zeigt ein Wandgemälde, erstellt auf einer Holzwand historischer Bauten am Marktplatz, das Leben vergangener Generationen einfacher Bewohner des Karpatenvorlandes.
Zur Weihnachtszeit werden die Straßen und der Marktplatz festlich geschmückt. Dazu gehören auch umfangreiche Elemente, wie eine belichtete Röhre – ein beliebtes Fotomotiv.

## Sport

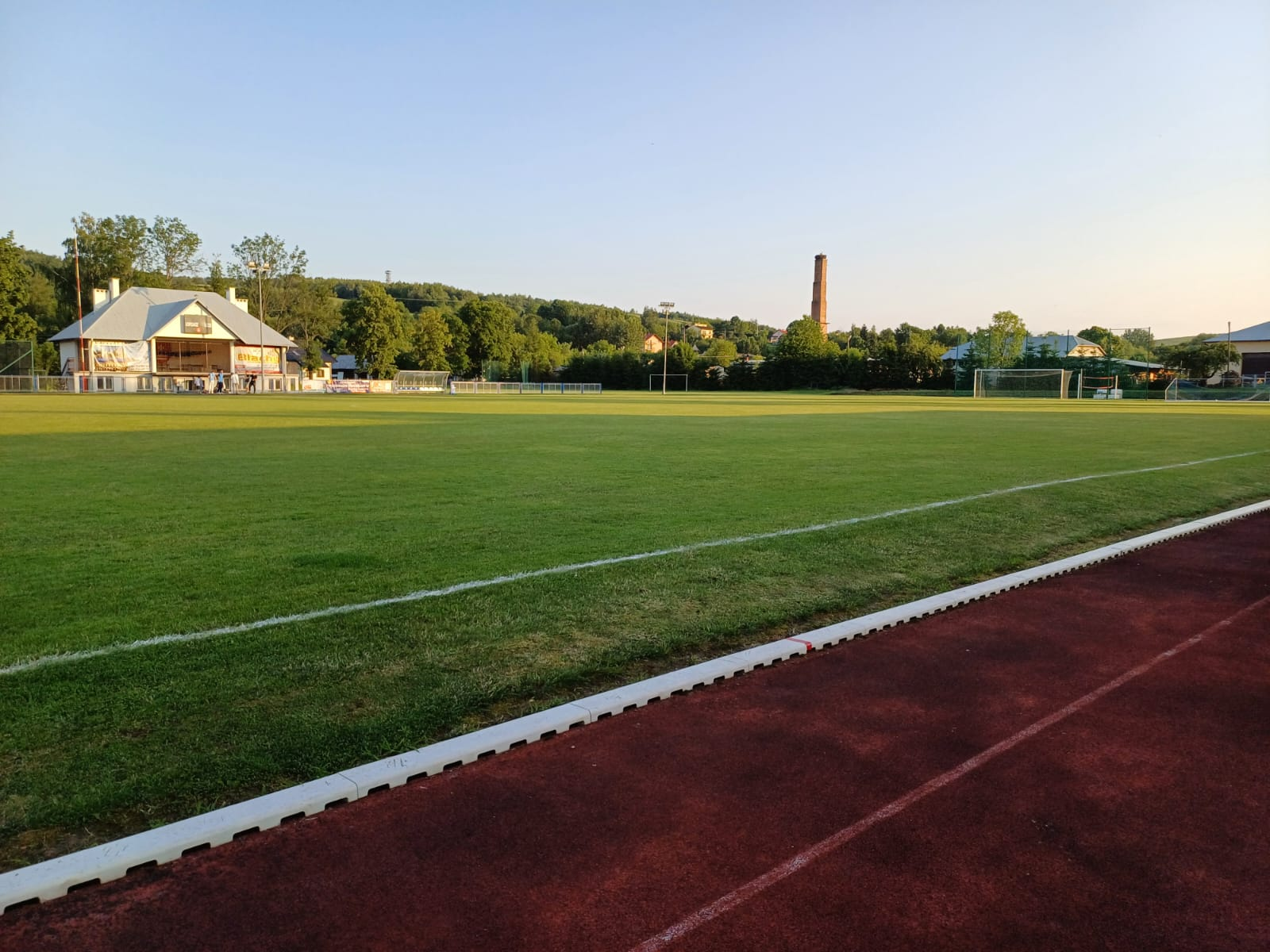
LKS Start Pruchnik: Stadion
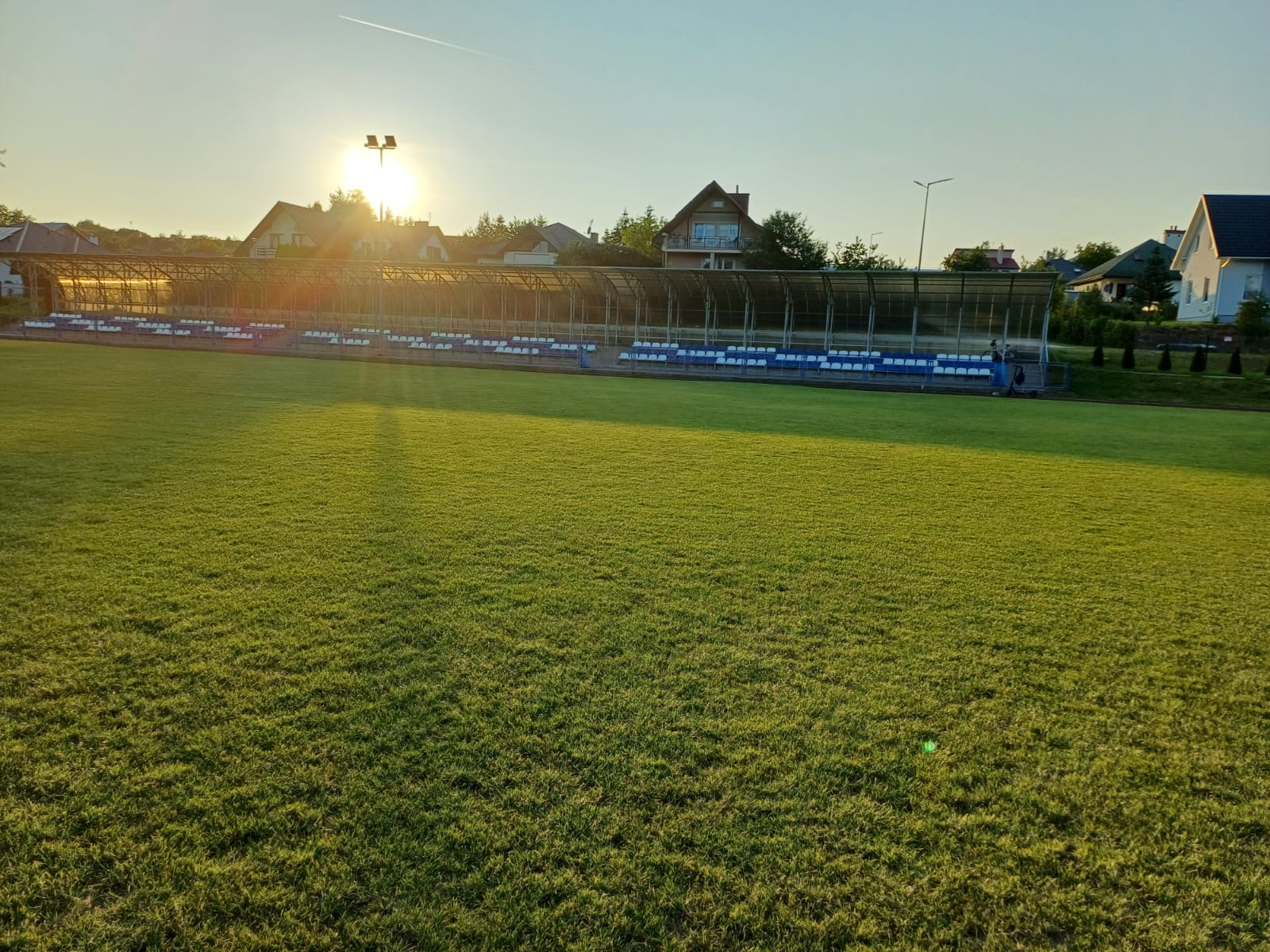
LKS Start Pruchnik: Stadion Tribüne

Im Ort gibt es den Fußballverein „LKS Start Pruchnik“. In der Saison 2019/2020 spielte der Verein zum zweiten Mal in der Geschichte in der 4. Karpaten-Liga. Das „Stadion Startu Pruchnik“ hat ein Fassungsvermögen von 300 Plätzen. Die Tribüne ist seit dem Jahr 2022 vollständig überdacht. Außerdem verfügt das Stadion über Flutlicht und eine Laufbahn.
In der Nähe des Gymnasiums wurde 2012 im Zuge der gleichjährig stattfindenden Fußball-Europameisterschaft in Polen und Ukraine der Kunstrasenplatz „Orlik“ mit anliegender multifunktional nutzbaren Fläche eröffnet. Der Platz ist Einwohnern der Stadt frei zugänglich. Des Weiteren findet hier neben der Turnhalle, in welcher Handball-, Volleyball- und Tischtennisspiele ausgetragen werden, der Sportunterricht des Gymnasiums statt.
Aufgrund der umliegenden Landschaft ist die Stadt beliebt für Fahrradsport. Es finden regelmäßig Amateur Fahrradrennen statt. Im Jahre 2022 fand ein Teil der dritten Etappe der Polen-Rundfahrt in Pruchnik statt.
In Pruchnik gibt es einen frei nutzbaren Freiluft-Fitnesspark.

## Religion

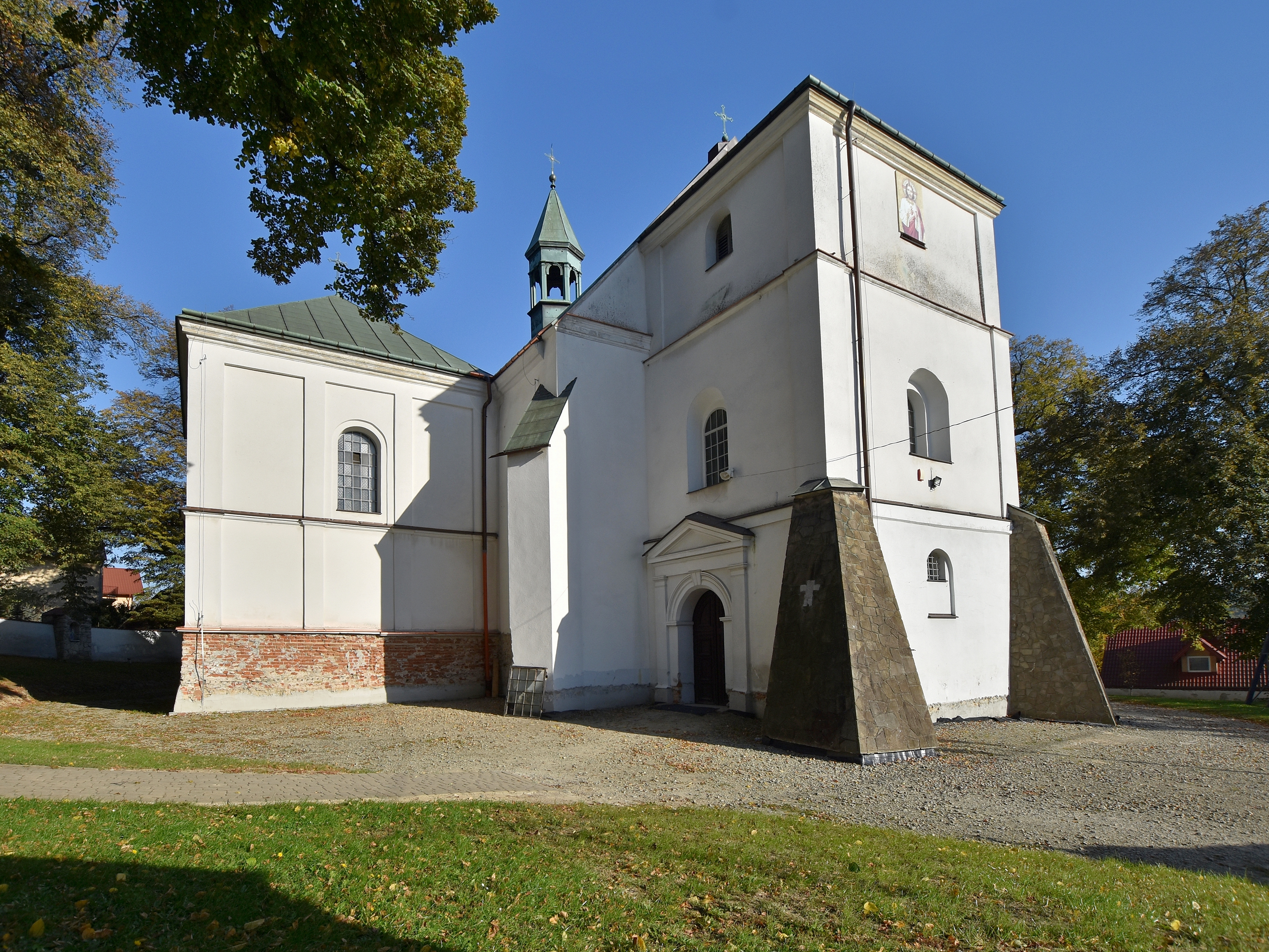
St.-Nikolaus-Kirche in Pruchnik
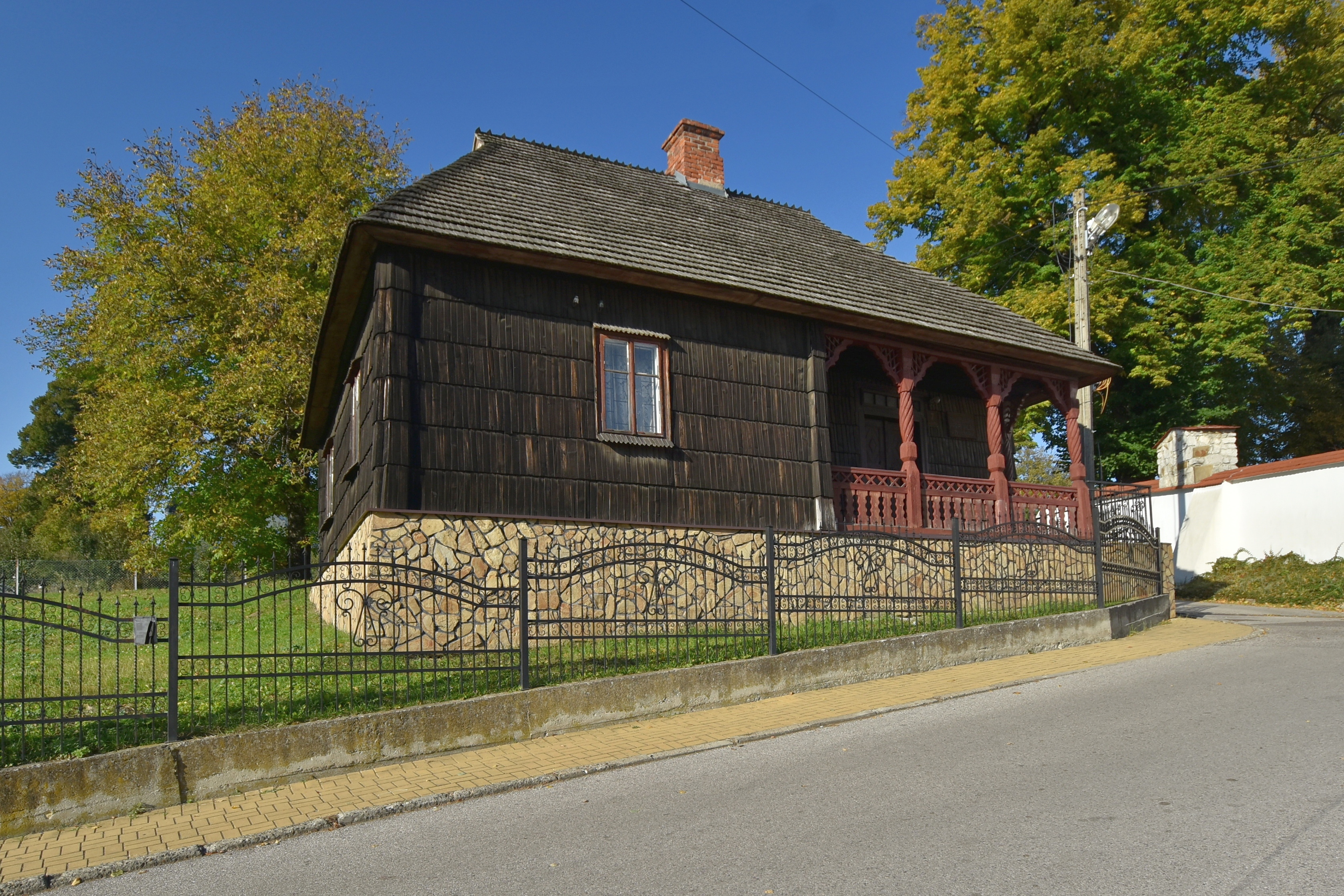
Museum der Kirchengemeinde Pruchnik

Pruchniks katholische St.-Nikolaus-Kirche ist nach dem Patronen des heiligen Nikolauses benannt. Die Kirche entstand wahrscheinlich gleichzeitig mit der Stadtgründung. Dies belegen erste urkundliche Hinweise, deren erste auf den 24. Juni 1397 datiert ist. Zu der katholischen Kirchengemeinde gehört darüber hinaus ein Friedhof, welcher sich nördlich der Stadt befindet sowie ein Museum der Kirchengemeinde („muzeum parafialne“). Die Gemeinde Pruchnik verwaltet den Friedhof. Seit 2021 steht eine elektronische Aufzeichnung zur Verfügung.
Zentral gelegen befindet sich außerdem eine ehemalige jüdische Synagoge, die vor dem Zweiten Weltkrieg der jüdischen Mehrheit der Stadt diente. Sie dient heute als das „Kulturzentrum“. Vor den Toren der Stadt sind außerdem Überreste eines jüdischen Friedhofes zu erkennen.
Vor dem Zweiten Weltkrieg lebten in der Stadt sowie in der Umgebung viele meist sprachlich polonisierte Griechisch-katholiken. Nach dem Jahr 1611 wurde eine orthodoxe Holzkirche in der Stadt errichtet. 1871 wurde eine neue gemauerte Kirche erbaut und nach der Aktion Weichsel verlassen.

## Sehenswürdigkeiten
- Aussichtsturm („Wieża widokowa Pruchnik”). Im Sommer 2024 wurde ein 29 Meter großer Aussichtsturm errichtet. Er ersetzt einen älteren, 18,1 Meter großen.[12][13]
- Burg Pruchnik: Burgruine („Zamek w Pruchniku”, „Ruiny zamku“).
- Rathaus („Urząd Miejski“).
- Marktplatz und Holzhäuser („Rynek”).
- Park, und grüne Elefanten (aus Hecken geschnitten) („Zielone słonie”).
- Zwei eckige Säulenobelisken aus der Zeit der Einfälle der Tataren („Słupy-obeliska”). Sie wurden als Zeichen eines Einfalls mit Teer angezündet.[14]
- Wandgemälde von Arkadiusz Andrejkow: Projekt „Cichy Memoriał”.
- Gemeinde-Museum der Pfarrei St. Nikolaus („muzeum parafialne”).
- Salzgradierwerk.

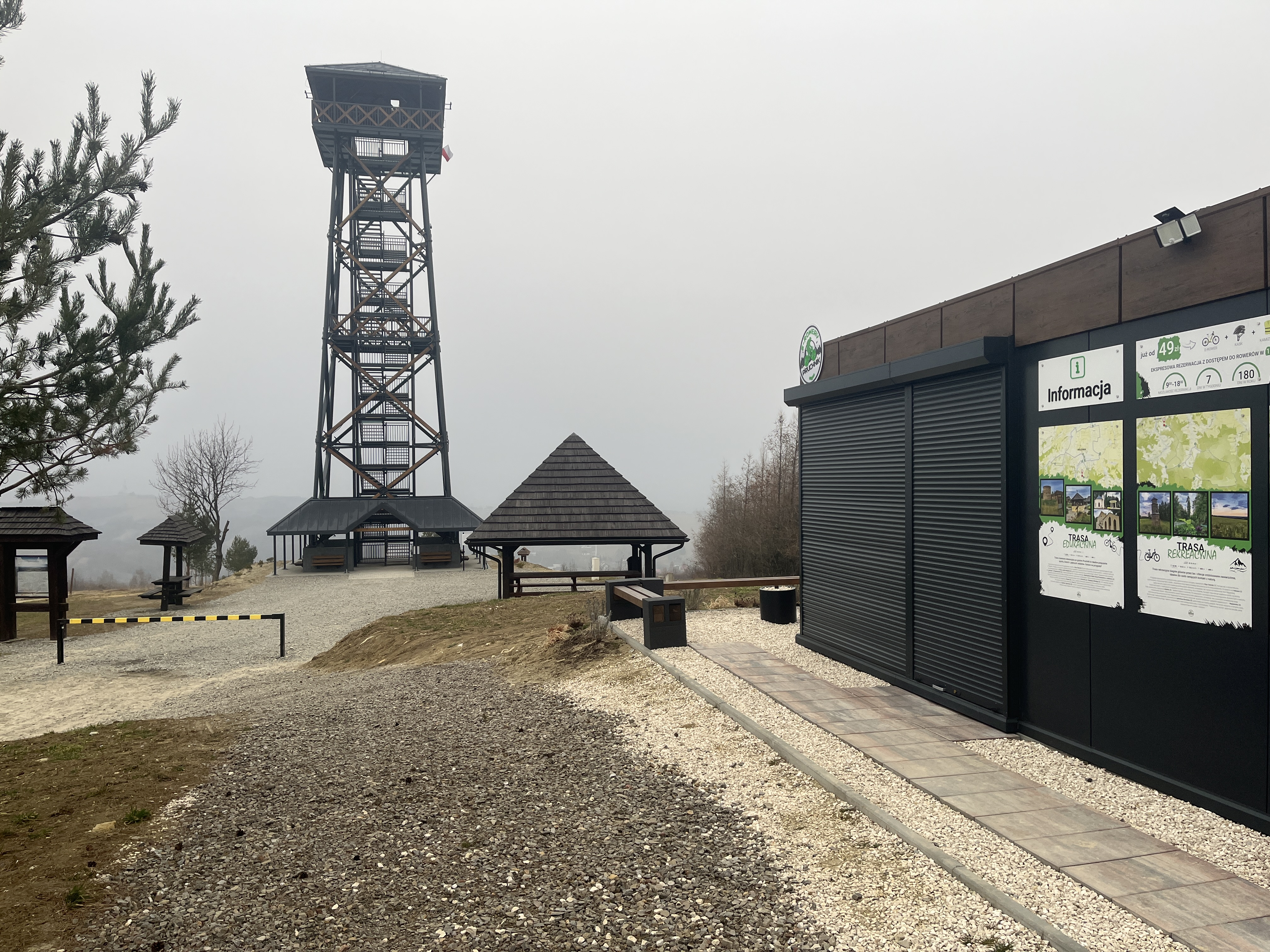
Der Aussichtsturm in Pruchnik (Ensemble)
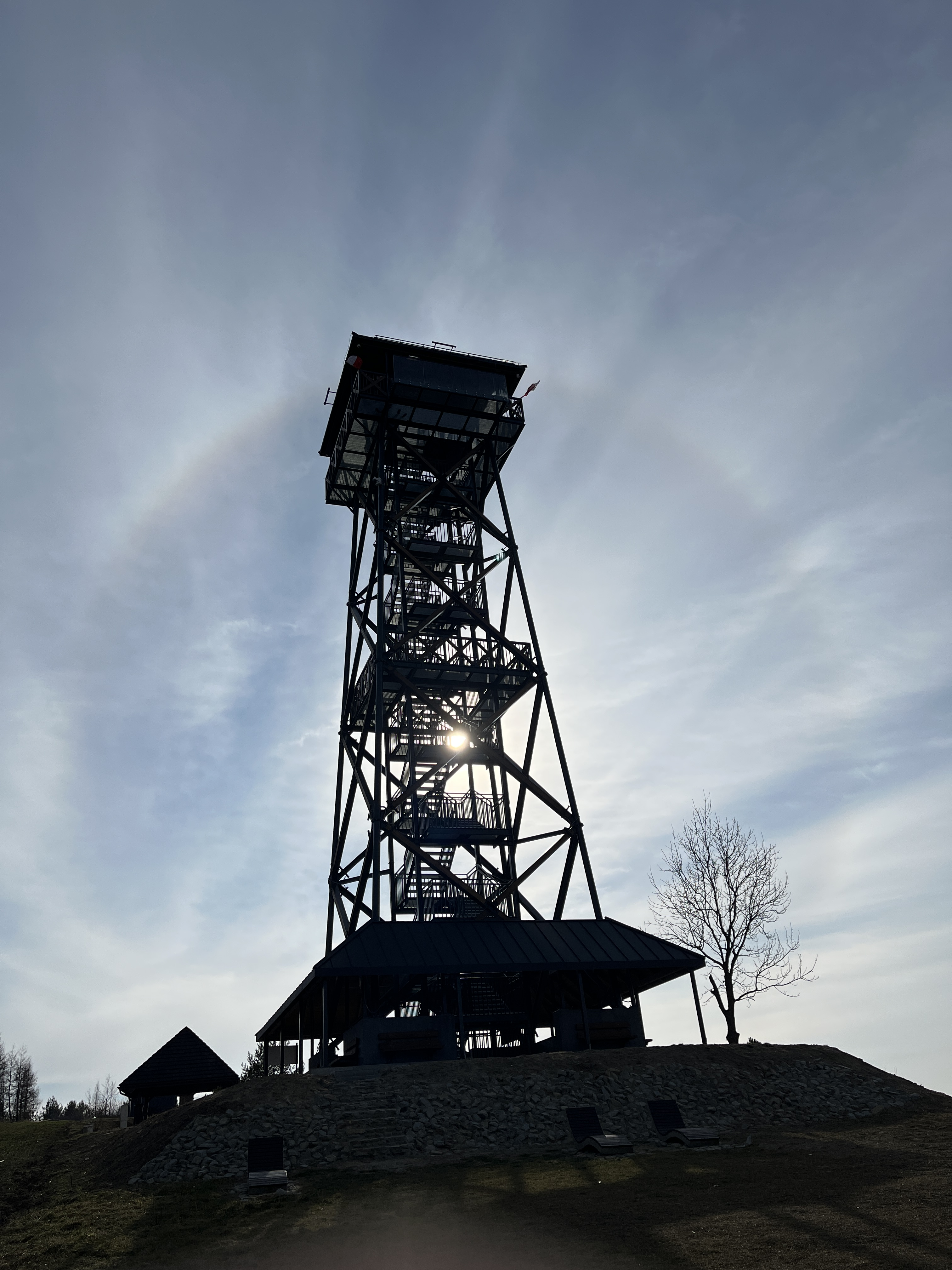
Der Aussichtsturm in Pruchnik
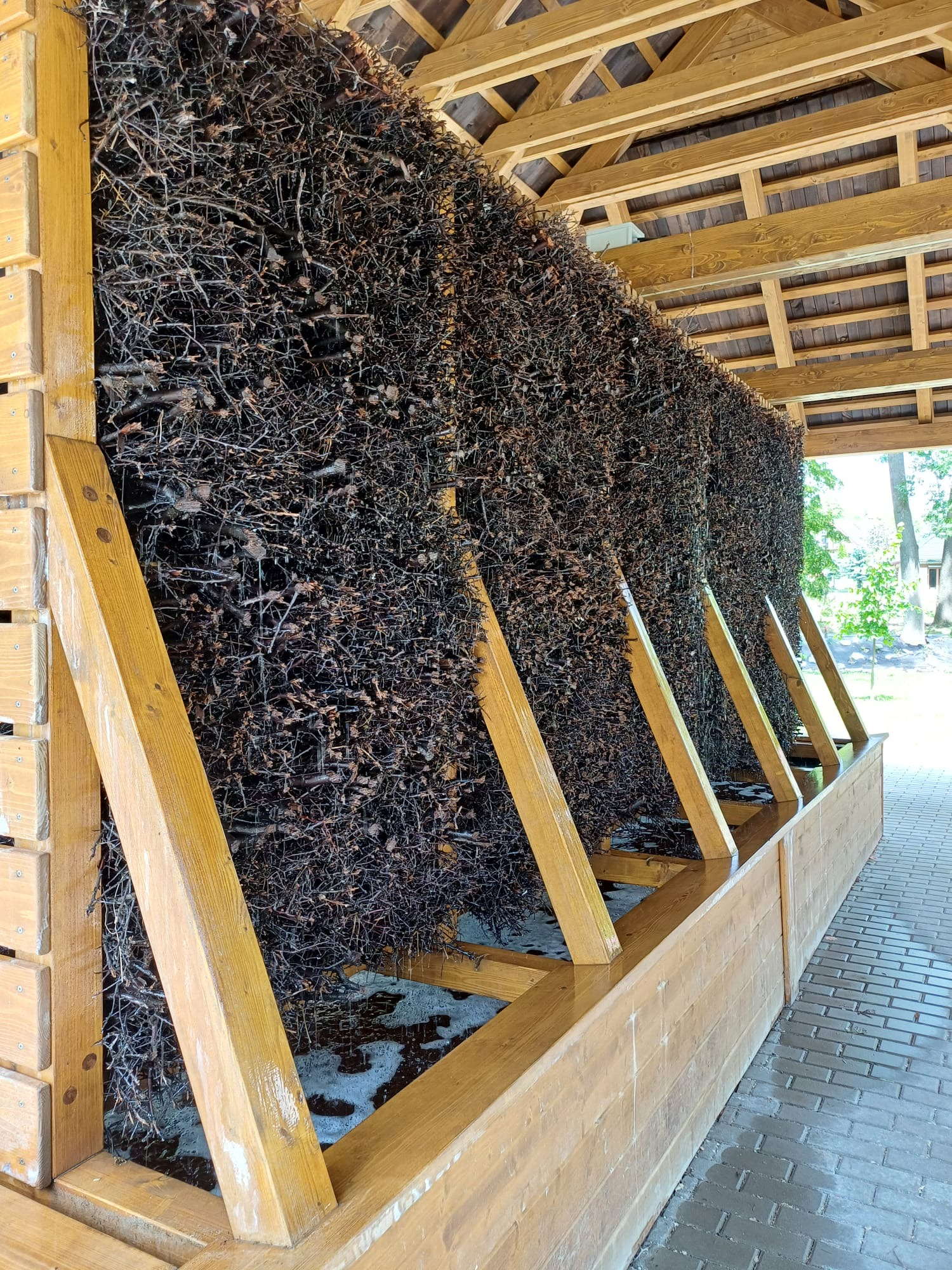
Salzgradierwerk
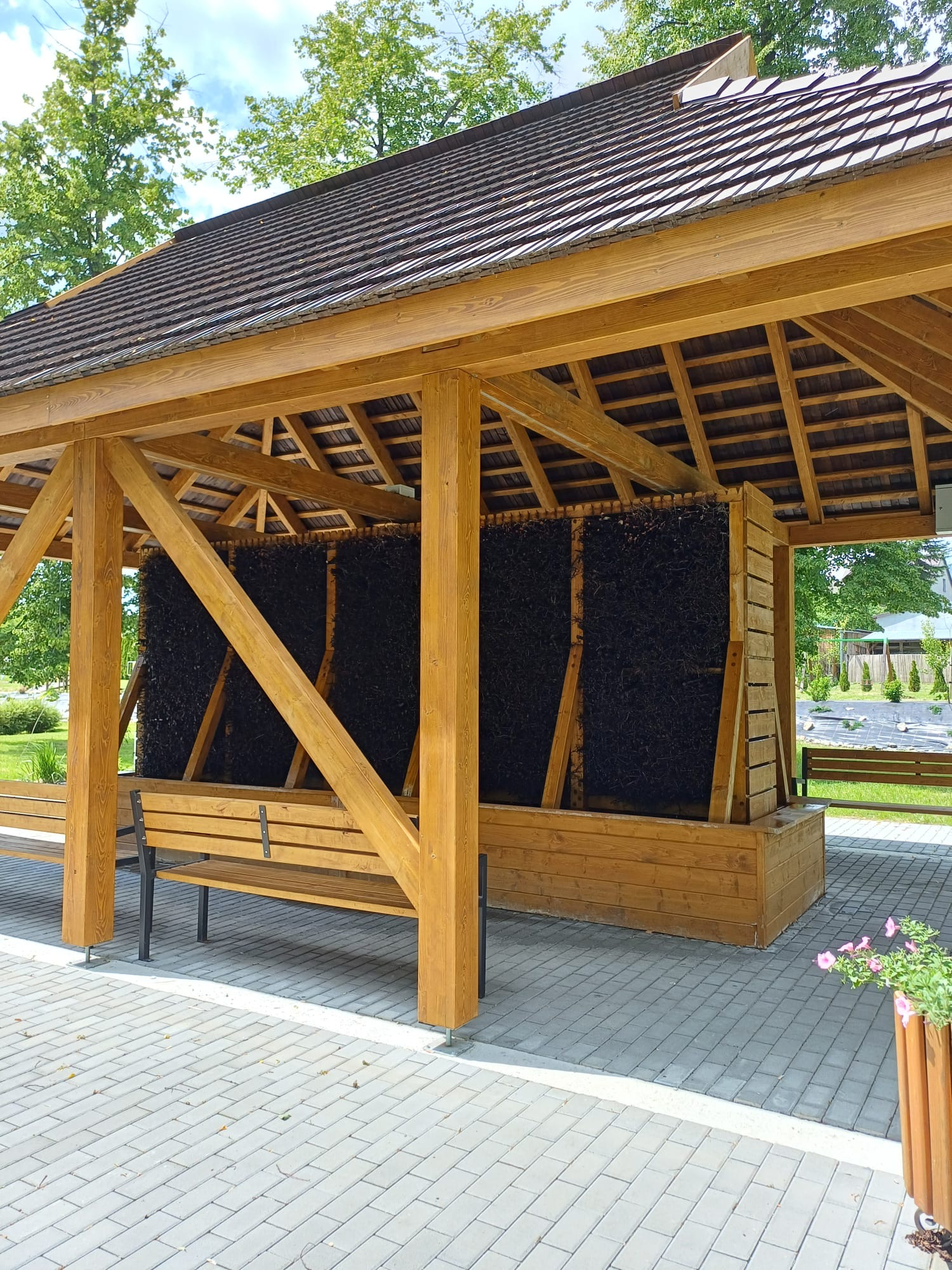
Salzgradierwerk

## Kontroversen
Eine traditionelle Praxis im Zusammenhang mit den Osterfeiern in Pruchnik war das Verbrennen und Ertränken einer „Judas“-Puppe, welche offensichtlich die klischeehaften Merkmale eines orthodoxen Anhängers des Judentums aufweist, die auch in nationalsozialistischer Zeit von Antisemiten verwendet wurden (krumme Nase, orthodoxe Kopfbedeckung und Haartracht).
Die Marionette wurde Karfreitag von einer Gruppe der Pruchnik-Einwohner durch die Stadt gezerrt und geschlagen. Letztendlich wurde ihr der Kopf abgeschnitten und sie wird am Bauch aufgerissen. Anschließend wird sie im Fluss ertränkt. Dieses Ritual des Judasgerichts vom April 2019, bei dem judenfeindliche Slogans als Ermutigung zum Schlagen verwendet wurden, wurde vom World Jewish Congress (WJC) für antisemitisch erklärt und auch durch den polnischen Vorsitzenden des Komitees der katholischen Kirche für den Dialog mit dem Judentum – Bischof Rafał Markowski – verurteilt.
Laut polnischer Presse soll es sich um einen schon im 18. Jahrhundert verbreiteten Brauch gehandelt haben. Die Journalisten hätten jedoch nicht herausfinden können, von wem die Initiative gestammt habe, die Veranstaltung zehn Jahre nach der letzten Durchführung 2009 in 2019 wieder aufleben zu lassen. Die katholische Kirche hat den Brauch im Anschluss untersagt. Das kontroverse Brauchtum wurde nach 2019 nicht mehr praktiziert.

## Persönlichkeiten
- Bronisław Markiewicz (1842–1912), römisch-katholischer Geistlicher, Ordensgründer, geboren in Pruchnik
- Antoni Niemczak (* 1955), ehemaliger Marathonläufer, geboren in Pruchnik
- Mieczysław Orłowicz (1881–1959), u. a. leidenschaftlicher Tourist und Popularisierer des Tourismus, verbrachte große Teile seiner Kindheit in Pruchnik
- Marek Papała (1959–1998), polnischer Polizeichef, Opfer eines Attentats, geboren in Pruchnik
- Miłosz Wałach (* 2001), Handballspieler, geboren und aufgewachsen in Pruchnik